# Багаєв Роман Сергійович
Рома́н Сергі́йович Бага́єв (позивний «Тюльпан»; нар. Крим) — український військовослужбовець, підполковник Збройних сил України, учасник російсько-української війни. Лицар ордена Богдана Хмельницького II (2023) та III (2016) ступенів.
У 2019 році увійшов до рейтингу «30 молодих лідерів України віком до 30 років» від «Kyiv Post».

## Життєпис
Закінчив Кременчуцький ліцей з посиленою військово-фізичною підготовкою (2007), Харківський інститут танкових військ.
У 2013 році за перерозподілом потрапив до 51-ї окремої механізованої бригади, де обіймав посаду заступника командира та командира 1-ї танкової роти. Тоді він проявив себе талановитим командиром основних бойових танків Т-64. У складі батальйону спецпризначення «Колос»  воював на сході України.
2016 року нагороджений орденом Богдана Хмельницького III ступеня за ефективне командування бойовими діями у складі батальйону «Колос» 51 ОМБр спеціальних завдань на сході України. Згодом очолив бронетанкову роту 14-ї окремої механізованої бригади.
У 2016 та 2017 роках Роман Багаєв та його бійці визнані найкращим танковим взводом Збройних сил України. Два роки поспіль його підрозділ обирали представляти Україну на танкових змаганнях «Сильна Європа».
У 2018 році після закінчення п'ятирічного контракту вирішив звільнитися зі служби.
У 2019 році став заступником командира танкового батальйону 14 ОМБр з озброєння.

## Нагороди
- ордена Богдана Хмельницького II ступеня (2 жовтня 2023) — за особисту мужність, виявлену у захисті державного суверенітету та територіальної цілісності України, самовіддане виконання військового обов'язку[6];
- ордена Богдана Хмельницького III ступеня (9 вересня 2016) — за особисту мужність і високий професіоналізм, виявлені у захисті державного суверенітету та територіальної цілісності України, вірність військовій присязі[7].

## Військові звання
- підполковник[6];
- майор[1];
- капітан[4];
- старший лейтенант[7].